# El mustahil
El mustahil é um filme de drama egípcio de 1966 dirigido e escrito por Hussein Kamal. Foi selecionado como representante do Egito à edição do Oscar 1967, organizada pela Academia de Artes e Ciências Cinematográficas.

## Elenco
- Nadia Lutfi
- Kamal el-Shennawi
- Salah Mansour